# Can Costa (Vilassar de Dalt)
Can Costa és una obra de Vilassar de Dalt (Maresme) protegida com a Bé Cultural d'Interès Local.

## Descripció
Masia de tres cossos de planta baixa i dos pisos. El cos central té la coberta a dos vessants i el carener paral·lel a la façana. Les cobertes dels dos cossos laterals de planta baixa i pis són d'un sol vessant amb carener perpendicular a la façana.
Els brancals, les llindes i els ampits de les finestres són de pedra. La porta és adovellada.